# U-44号潜艇 (1914年)
陛下之44号潜艇是德意志帝国海军建造的一艘潜艇或称U艇。它由但泽的帝国船厂承建，于1914年10月15日下水，至1915年5月7日交付使用。U-44号是在第一次世界大战期间服役的329艘德国潜艇之一，并参加了大西洋潜艇战。在其六次巡逻中，共击沉协约国或中立国的22艘船舶，容积总吨为72542吨。1917年8月12日，U-44号在挪威南部海面遭英国驱逐舰甲骨文号撞沉，艇内44名船员全数阵亡。

## 设计
第一次世界大战爆发后，从U-43号开始，德国潜艇进入战时动员型生产时期。它们在尺寸上与前期的柴电潜艇类似，但在推进力和续航力上有所提高。动员型在艇体结构和舱室布置方面也有很多创新，例如采用外置式龙骨，将控制舱和指挥舱前移，增加船员居住舱空间，并将居住舱的位置调整至柴油机舱和控制舱之间。此外，潜望镜长度从以往的7.5米增至12米，下潜反应时间缩短为60－90秒。
U-44号的全长为65米；舷宽6.2米，当中的耐压壳体宽为4.18米；有9米的总高和3.74米的吃水深度。艇只的水上排水量为725吨，水下为940吨。
U-44号搭载有可在水上使用的两台猛狮六缸四冲程柴油发动机，总功率为2,000匹公制馬力（1,471千瓦特）；以及可在水下使用的西门子-舒克特双电动发电机，总功率为1,200匹公制馬力（883千瓦特）。这些发动机用以驱动双轴、每根轴各一个的直径1.6米长螺旋桨，从而使艇只在水上的最高速度达15.2節（28.2每小時），在水下的最高航速为每小时9.7節（18.0每小時）。它可以8節（15每小時）的速度在水上巡航11,400海里（21,100），或以5節（9.3每小時）的速度在水下巡航51海里（94）。艇只的潜航深度为50米。
艇只装备了四具直径为500毫米的鱼雷发射管，其中艏、艉各两具，并可携带合共6枚G6型鱼雷。辅助武器为一门88毫米30倍径速射炮，1916年至1917年间则被一门105毫米45倍径速射炮所取代。其标准船员编制为4名军官和32名水兵。

## 历史
U-44号是由德意志帝国海军于1913年7月10日向但泽的帝国船厂订购。它于1914年10月15日下水，至1915年5月7日在首任暨唯一一任艇长、海军上尉保罗·瓦根菲尔的指挥下正式入役，并被编入基尔海军学校。海试一直持续至同年8月20日结束。随后，她驶往北海，隶属于第三潜艇区舰队。在战争期间，U-44号北大西洋东部总计完成六次巡逻，共击沉了容积总吨为72542吨的22艘协约国或中立国船舶，另击伤1艘商船（4154吨）、1艘军舰（1250吨）以及缴获3艘商船作战利品（430总吨）。
1917年8月12日，U-44号从苏格兰附近圣基尔达岛以西的一次无果巡逻中返航。期间它曾多次遭遇Q船，以至于在8月5日的一次急速下潜时被海水损坏了电动机。艇长瓦根菲尔上尉向柏林附近的瑙恩基站发送了返航电报。但由于无线电干扰，发送时间过长，英国人意识到并破译了这条信息。这惊动了在挪威附近巡逻的英国巡洋分舰队。分舰队成员甲骨文号驱逐舰于黎明时分发现了一艘显眼的舰艇，这正是挂起风帆作伪装的U-44号。瓦根菲尔遂赶在甲骨文号调整至射击阵位之前下潜。然后，受到电动机受损的影响，U-44号在下潜后不久便被迫再度浮出水面。因此，甲骨文号得以实施撞击并投掷深水炸弹。通过水面上的油渍以及软木隔温材料碎片的漂浮得以证实U-44号已遭摧毁，其沉没方位大致位于于特西拉西南约30海里（56）的58°51′N 04°20′E / 58.850°N 4.333°E附近。艇内44名船员全数阵亡。

## 袭击历史摘要
| 日期          | 船名               | 船籍         | 吨位 | 结局       |
| ------------- | ------------------ | ------------ | ---- | ---------- |
| 1916年3月25日 | 奥托玛尔号         | 俄罗斯帝国   | 327  | 击沉       |
| 1916年3月27日 | 曼彻斯特工程师号   | 英国         | 4302 | 击沉       |
| 1916年3月29日 | 秋海棠号           | 英國皇家海軍 | 1250 | 击伤       |
| 1916年3月30日 | 贝尔号             | 挪威         | 3765 | 击沉       |
| 1916年3月31日 | 阿喀琉斯号         | 英国         | 7043 | 击沉       |
| 1916年3月31日 | 戈德茅斯号         | 英国         | 7446 | 击沉       |
| 1916年3月31日 | 汉斯·古德号        | 挪威         | 1110 | 击沉       |
| 1916年4月1日  | 阿什伯顿号         | 英国         | 4445 | 击沉       |
| 1916年9月27日 | 瑟索号             | 英国         | 1244 | 击沉       |
| 1917年1月16日 | 森皮尔男爵号       | 英国         | 1607 | 击沉       |
| 1917年1月23日 | 艾格尼丝号         | 英国         | 125  | 缴作战利品 |
| 1917年1月23日 | 乔治·E·本森号      | 英国         | 155  | 缴作战利品 |
| 1917年1月23日 | 薇拉号             | 英国         | 150  | 缴作战利品 |
| 1917年3月6日  | 考尔德格鲁夫号     | 英国         | 4327 | 击沉       |
| 1917年3月6日  | 芬内·洛奇号        | 英国         | 3223 | 击沉       |
| 1917年3月7日  | 俄亥俄号           | 法國         | 8719 | 击沉       |
| 1917年3月8日  | 丹巴穆尔号         | 英国         | 3651 | 击沉       |
| 1917年3月8日  | 赛拉斯号           | 挪威         | 750  | 击沉       |
| 1917年3月10日 | 阿拉卡塔卡号       | 英国         | 4154 | 击伤       |
| 1917年3月14日 | 布雷角号           | 英国         | 3077 | 击沉       |
| 1917年3月16日 | 纳拉干西特号       | 英国         | 9196 | 击沉       |
| 1917年4月28日 | 真空号             | 美国         | 2551 | 击沉       |
| 1917年5月2日  | 纳土纳号           | 挪威         | 1121 | 击沉       |
| 1917年7月21日 | 罗伯特·史密斯号    | 英國皇家海軍 | 211  | 击沉       |
| 1917年7月24日 | 托斯达尔号         | 挪威         | 2200 | 击沉       |
| 1917年7月27日 | 约翰·海斯·哈蒙德号 | 美国         | 132  | 击沉       |
| 1917年8月5日  | 布拉孔代尔号       | 英國皇家海軍 | 2095 | 击沉       |

## 脚注
1. ↑  Gröner，第8-10頁.
2. ↑  Fitzsimons，第2534頁.
3. 1 2  Helgason, Guðmundur. . German and Austrian U-boats of World War I - Kaiserliche Marine - Uboat.net.   [2021-07-23].
4. ↑  Herzog，第48頁.
5. 1 2 3 4  陈进，第71頁.
6. ↑  Herzog，第68頁.
7. ↑  Herzog，第89頁.
8. ↑  Kemp，第31頁.
9. ↑  Helgason, Guðmundur. . German and Austrian U-boats of World War I - Kaiserliche Marine - Uboat.net.   [26 November 2014].